# Vladimir Sollogoub
Pour les articles homonymes, voir Sollogoub.
Le comte Vladimir Alexandrovitch Sollogoub, né le 8 août 1813 (20 août dans le calendrier grégorien) à Saint-Pétersbourg et mort le 5 juin 1882 (17 juin dans le calendrier grégorien) à Bad Homburg vor der Höhe, près de Hambourg, est un poète et un écrivain russe. Il est le gendre de Mikhaïl Vielgorski et l'oncle du peintre Fiodor Sollogoub (1848-1890).

## Biographie
Le grand-père  paternel de Sollogoub était un aristocrate polonais et il passe sa prime jeunesse dans la haute société de la capitale impériale. Vladimir Sollogoub étudie à l'université de Dorpat et entre ensuite dans la diplomatie. Il est en poste à Vienne. Il commence à publier dans Le Contemporain en 1837. il se marie en 1840 avec Sophia Mikhaïlovna Velgorskaïa, fille de Mikhaïl Vielgorski. En séjour à Nice en 1843, il rencontre Nicolas Gogol.
Il est envoyé ensuite par le ministère de l'Intérieur dans le sud de l'Empire russe, afin d'établir un rapport sur le fonctionnement du gouvernement aux confins du Caucase. Il fait la connaissance du prince Grigori Gagarine, ancien ami de Lermontov, officier et peintre, dont il illustre le roman Tarantass publié en 1845. Il est officier des commissions spéciales auprès de la Cour impériale à partir de 1856 et s'intéresse à la réforme des prisons, dont il préside une commission de réforme à partir de 1875. Il fait un grand voyage à l'étranger en 1858, où il fréquente les grandes scènes de théâtre.
Après sa retraite de la fonction publique, il vit à Dorpat et devient historien de la Cour en 1877. Il meurt dans la ville d'eau de Homburg et est enterré au cimetière du monastère de Donskoï à Moscou.
Une de ses filles, Élisabeth, épouse le futur ministre de l'Instruction publique, Andreï Sabourov.

## Œuvres principales
- 1837 Deux étudiants, récit
- 1838 Trois fiancés, récit

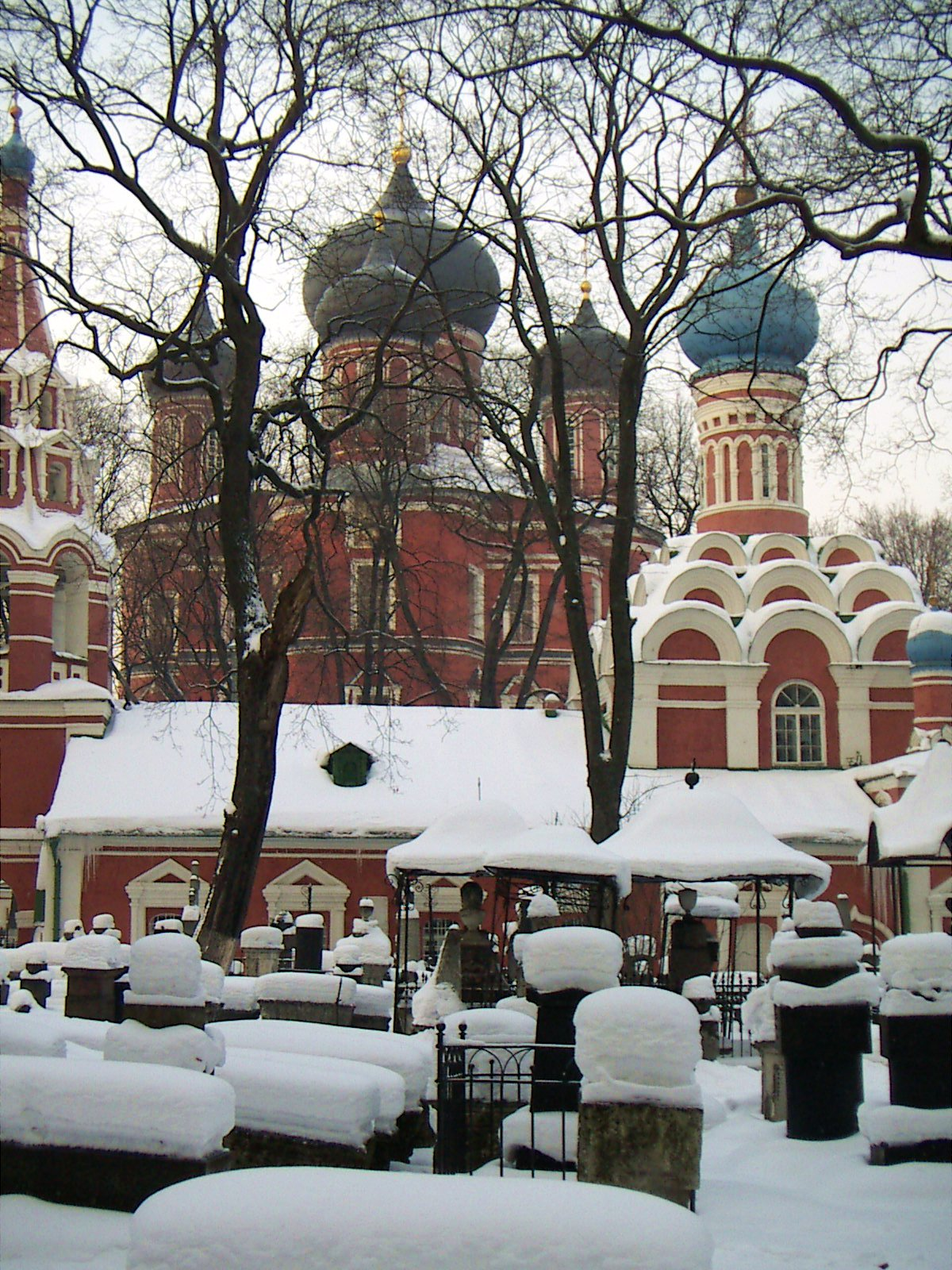
Vue du cimetière de Donskoï en hiver

- 1839 Histoire de deux galoches, roman
- 1840 Le Grand monde, nouvelle
- 1842 L'Ours, récit
- 1845 Tarantass, impressions de voyage, petit roman satirique où il décrit un voyage de Moscou à Kazan et s'oppose au point de vue des slavophiles.
- 1847 Les Bouquets, pièce de théâtre
- 1850 La Petite vieille, récit
- 1857 Le Fonctionnaire, pièce de théâtre
- 1883 Souvenirs de Gogol, Pouchkine et Lermontov
- 1887 Mémoires posthumes, où il décrit l'atmosphère des salons de Saint-Pétersbourg.